# Sofía Cristiana de Wolfstein
Sofía Cristiana de Wolfstein (24 de septiembre de 1667 - 23 de agosto de 1737) fue condesa de Wolfstein por nacimiento y margravina de Brandeburgo-Bayreuth-Kulmbach por matrimonio.

## Primeros años y ancestros
Sofía Cristiana era hija del conde Alberto Federico de Wolfstein-Sulzbürg (1644-1693) de su matrimonio con la condesa Sofía Luisa de Castell-Remlingen (1645-1717), hija del conde Jorge Wolfgang de Castell-Remlingen (1610-1668) y de la condesa Sofía Juliana de Hohenlohe-Waldenburg-Pfedelbach (1620-1682). El tío materno de Sofía Cristiana, el conde Wolfgang Dietrich de Castell-Remlingen (1641-1709) estaba casado con la condesa Dorotea Renata von Zinzendorf y Pottendorf (1669-1743), una tía del conde Nicolás Luis de Zinzendorf und Pottendorf (1700-1760) y Sofía Cristiana fue en consecuencia criada estrictamente en la religión pietista.

## Matrimonio
El 14 de agosto de 1687 se casó con el margrave Cristián Enrique de Brandeburgo-Bayreuth-Kulmbach (1661-1708), en el Castillo de Obersulzbürg. La corte del margrave en Bayreuth sintió que su esposa "no era adecuada" (i.e. no de alta nobleza suficiente de nacimiento para casarse con un miembro de la familia reinante), ya que la familia de ella había adquirido estatus de conde imperial reinante solo recientemente (en 1673) por el inmediato señorío de Sulzbürg-Pyrbaum. Al final, después de muchos obstáculos, el matrimonio fue reconocido y tratado como igual.

## Últimos años
Después del nacimiento de su primer hijo, la familia se trasladó al castillo de Schönberg, donde Sofía Cristiana, quien fue descrita como "admirable" tuvo cuidado de la crianza de sus hijos. Compuso un libro de oraciones, el llamado Schönberger Gesangbuch, que contenía oraciones usadas en la diaria "reunión de oración". En 1703, Cristián Enrique y el rey Federico I de Prusia concluyeron el Tratado de Schönberg, en el que Cristián Enrique cedía Brandeburgo-Ansbach a Prusia a cambio del distrito de Weferlingen cerca de Magdeburgo. La familia entonces se trasladó al Castillo de Weferlingen.

## Vida en Dinamarca
Después de la muerte de su marido, su yerno, el rey Cristián VI de Dinamarca, la invitó a Dinamarca, que se convirtió en un refugio pietista.

## Muerte
Sofía Cristiana murió el 23 de agosto de 1737 y fue enterrada en la Catedral de Roskilde.

## Hijos
Sofía Cristiana de su matrimonio tuvo 14 hijos:
1. Jorge Federico Carlos (Schloss Oberzulzbürg, 30 de junio de 1688 - Bayreuth, 17 de mayo de 1735), quien finalmente heredó Bayreuth en 1726.
2. Alberto Wolfgang (Schloss Obersulzbürg, 8 de diciembre de 1689 - muerto en acción, cerca de Parma, 29 de junio de 1734).
3. Dorotea Carlota (Schloss Obersulzbürg, 15 de marzo de 1691 - Weikersheim, 18 de marzo de 1712); casada el 7 de agosto de 1711 con el conde Carlos Luis de Hohenlohe-Weikersheim.
4. Federico Emanuel (Schloss Obersulzbürg, 13 de febrero de 1692 - Schloss Obersulzbürg, 13 de enero de 1693).
5. Cristiana Enriqueta (Schloss Obersulzbürg, 29 de agosto de 1693 - Schönberg, 19 de mayo de 1695).
6. Federico Guillermo (Schönberg, 12 de enero de 1695 - Schönberg, 13 de mayo de 1695).
7. Cristiana (n. y m. Schönberg, 31 de octubre de 1698).
8. Cristián Augusto (Schönberg, 14 de julio de 1699 - Schönberg, 29 de julio de 1700).
9. Sofía Magdalena (Schönberg, 28 de noviembre de 1700 - Castillo de Christiansborg, 27 de mayo de 1770); casada el 7 de agosto de 1721 con el rey Cristián VI de Dinamarca.
10. Cristina Guillermina (Schönberg, 17 de junio de 1702 - Schönberg, 19 de marzo de 1704).
11. Federico Ernesto (Schönberg, 15 de diciembre de 1703 - Schloss Friedrichsruhe en Drage, 23 de junio de 1762); casada el 26 de diciembre de 1731 con la duquesa Cristina Sofía de Brunswick-Bevern. La unión no produjo hijos.
12. María Leonor (Schönberg, 28 de diciembre de 1704 - Schönberg, 4 de junio de 1705).
13. Sofía Carolina (Weferlingen, 31 de marzo de 1705 - Castillo de Sorgenfri, 7 de junio de 1764); casada el 8 de diciembre de 1723 con el príncipe Jorge Alberto de Frisia Oriental.
14. Federico Cristián (póstumamente, Weferlingen, 17 de julio de 1708 - Bayreuth, 20 de enero de 1769), heredó Bayreuth en 1763.